# Hystiopsis
Hystiopsis es un género de escarabajos de la familia Chrysomelidae. El género fue descrito científicamente primero por Blake en 1966. Esta es una lista de especies perteneciente a este género:
- Hystiopsis bella Blake, 1966
- Hystiopsis beniensis Blake, 1966
- Hystiopsis bryanti Blake, 1966
- Hystiopsis egleri (Bechyne & Bechyne, 1965)
- Hystiopsis exarata Blake, 1966
- Hystiopsis flavipes Blake, 1966
- Hystiopsis grossa Blake, 1966
- Hystiopsis irritans Blake, 1966
- Hystiopsis maculata (Blake, 1966)
- Hystiopsis mansei (Blake, 1966)
- Hystiopsis mapirii Blake, 1966
- Hystiopsis marginalis (Fabricius, 1801)
- Hystiopsis maxima (Blake, 1966)
- Hystiopsis megala Blake, 1966
- Hystiopsis nigriventris Blake, 1966
- Hystiopsis peruensis Blake, 1966
- Hystiopsis phaica Blake, 1966
- Hystiopsis terminalis (Blake, 1966)
- Hystiopsis zonata Blake, 1966